# Сен, Ашок
Ашок Сен (бенг. অশোক সেন; род. 15 июля 1956, Калькутта) — индийский физик-теоретик, доктор наук. Приглашенный профессор МТИ, заслуженный профессор Исследовательского института имени Хариш-Чандры в Аллахабаде и Корейского института перспективных исследований. Известен работами по тахионной конденсации и большим вкладом в теорию струн.

## Биография
Ашок Сен родился 15 июля 1956 года в городе Калькутта, Индия. По окончании Калькуттского университета получил степень бакалавра в 1975 году. Впоследствии работал в Индийском технологическом институте Канпур, а затем защитил докторскую диссертацию в Университете штата Нью-Йорк в Стоуни-Брук.
В 1996 году стал членом Индийской национальной академии наук. В 1998 году был избран членом Лондонского королевского общества будучи выдвинутым физиком-теоретиком Стивеном Хокингом. Текущие научные интересы Ашока Сена сосредоточены вокруг аттракторного механизма и точного подсчета микросостояний черных дыр. Недавно он стал почетным членом Индийского института научного образования и исследований (IISER).